# Emberiza
Emberiza is een geslacht van vogels uit de familie van de gorzen (Emberizidae).
Deze soorten komen voornamelijk voor in Eurazië en in mindere mate in Afrika, maar niet in de Nieuwe Wereld. De gorzen die daar voorkomen zijn afgesplitst en behoren tot een eigen familie, de Amerikaanse gorzen (Passerellidae) met meer dan 30 geslachten en bijna 140 soorten. 

## Soorten
De volgende soorten behoren tot dit geslacht: .
- Emberiza affinis – Bruinstuitgors
- Emberiza aureola – Wilgengors
- Emberiza bruniceps– Bruinkopgors
- Emberiza buchanani – Steenortolaan
- Emberiza cabanisi –  Cabanis' gors
- Emberiza caesia – Bruinkeelortolaan
- Emberiza calandra –  Grauwe gors
- Emberiza capensis– Kaapse gors
- Emberiza chrysophrys– Geelbrauwgors
- Emberiza cia – Grijze gors
- Emberiza cineracea – Smyrnagors
- Emberiza cioides – Weidegors
- Emberiza cirlus – Cirlgors
- Emberiza citrinella – Geelgors
- Emberiza elegans – Geelkeelgors
- Emberiza flaviventris – Acaciagors
- Emberiza fucata – Grijskopgors
- Emberiza godlewskii – Rotsgors
- Emberiza goslingi –Goslings gors
- Emberiza hortulana – Ortolaan
- Emberiza impetuani – Leeuwerikgors
- Emberiza jankowskii – Jankowski's gors
- Emberiza koslowi – Koslows gors
- Emberiza lathami – Kuifgors
- Emberiza leucocephalos – Witkopgors
- Emberiza melanocephala – Zwartkopgors
- Emberiza pallasi – Pallas' rietgors
- Emberiza personata – Japanse maskergors
- Emberiza poliopleura – Somalische gors
- Emberiza pusilla – Dwerggors
- Emberiza rustica – Bosgors
- Emberiza rutila – Rosse gors
- Emberiza sahari – Huisgors
- Emberiza schoeniclus – Rietgors
- Emberiza siemsseni – Blauwe gors
- Emberiza socotrana – Socotragors
- Emberiza spodocephala – Maskergors
- Emberiza stewarti – Stewarts gors
- Emberiza striolata – Gestreepte gors
- Emberiza sulphurata – Zwavelgors
- Emberiza tahapisi – Zevenstrepengors
- Emberiza tristrami – Tristrams gors
- Emberiza variabilis – Bamboegors
- Emberiza capensis vincenti – Vincents gors (ondersoort)
- Emberiza yessoensis – Okerstuitrietgors

Dwerggors
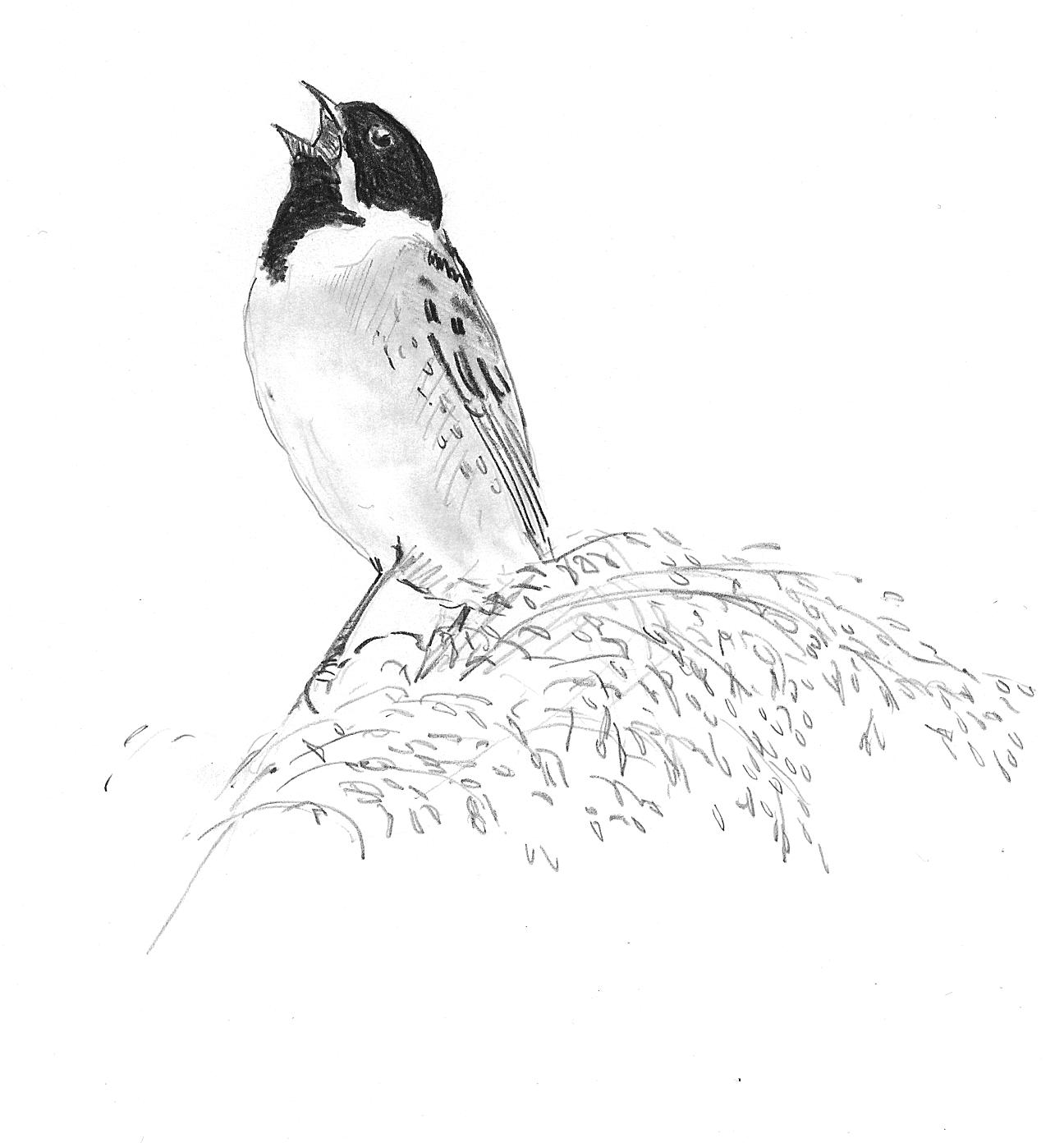
Rietgors